# Burgenland
Burgenland (croat: Gradišće, hongarès: Felsőőrvidék, Őrvidék, Lajtabánság, eslovè: Gradiščansko) és un dels nou estats federats d'Àustria. És el més oriental i poc populós dels estats austríacs. Amb capital a la ciutat d'Eisenstadt, Burgenland està format per dues ciutats estatutàries i set districtes o bezirk, amb un total de 171 municipis. Des de l'any 2019 el seu governador és el socialdemòcrata Hans Peter Doskozil.

## Geografia

### Física
Amb només 3.962 km², Burgenland és el tercer estat federat més petit d'Àustria. El punt més alt de Burgenland es troba just a la frontera amb Hongria, al Geschriebenstein, a 884 metres sobre el nivell de la mar. El punt més alt dintre totalment de l'estat de Burgenland es troba a 879 metres sobre el nivell de la mar; el punt més baix, que alhora també ho és de tot Àustria, es troba només a 114 metres sobre el nivell de la mar, al terme municipal d'Apetlon.
L'estat de Burgenland limita amb l'estat federat austríac d'Estíria al sud-oest i amb la Baixa Àustria al nord-oest. Cap a l'est limita amb les províncies de Vas i Győr-Moson-Sopron, a Hongria. Als extrems nord i sud Burgenland limita breument amb la regió de Bratislava, a Eslovàquia i amb la Murània, a Eslovènia, respectivament.
Burgenland i Hongria comparteixen el llac de Neusiedl, conegut per la seua naturalesa i clima temperat durant tot l'any. És el llac més gran de tot Àustria i una atracció turística per a ornitòlegs, nàutics i esportistes de wind i kitesurf a la banda nord del llac.

### Política
| #  | Ciutats i districtes | Ciutats i districtes |  |
| #  | Districte            | Capital              |  |
| E  | Eisenstadt           | Ciutat estatutària   |  |
| EU | Eisenstadt-Umgebung  | Eisenstadt           |  |
| GS | Güssing              | Güssing              |  |
| JE | Jennersdorf          | Jennersdorf          |  |
| MA | Mattersburg          | Mattersburg          |  |
| ND | Neusiedl am See      | Neusiedl am See      |  |
| OP | Oberpullendorf       | Oberpullendorf       |  |
| OW | Oberwart             | Oberwart             |  |
| RU | Rust                 | Ciutat estatutària   |  |

## Història
Els primers pobles indoeuropeus van aparèixer a la regió vora el 3300 abans de Crist. Des del segle iv aC, la zona va estar dominada pels celtes i cap al segle I esdevé part de l'Imperi Romà. Durant el temps de poder romà, la zona formà part de la província de la Pannònia i, més tard, de les de la Pannònia Superior al segle II i la Pannònia Prima al segle III. Durant l'Imperi Romà tardà, la Pannònia Prima fou part de subdivisions més grans com ara la Diòcesi de Pannònia, la Prefectura d'Illyricum i la Prefectura d'Itàlia.

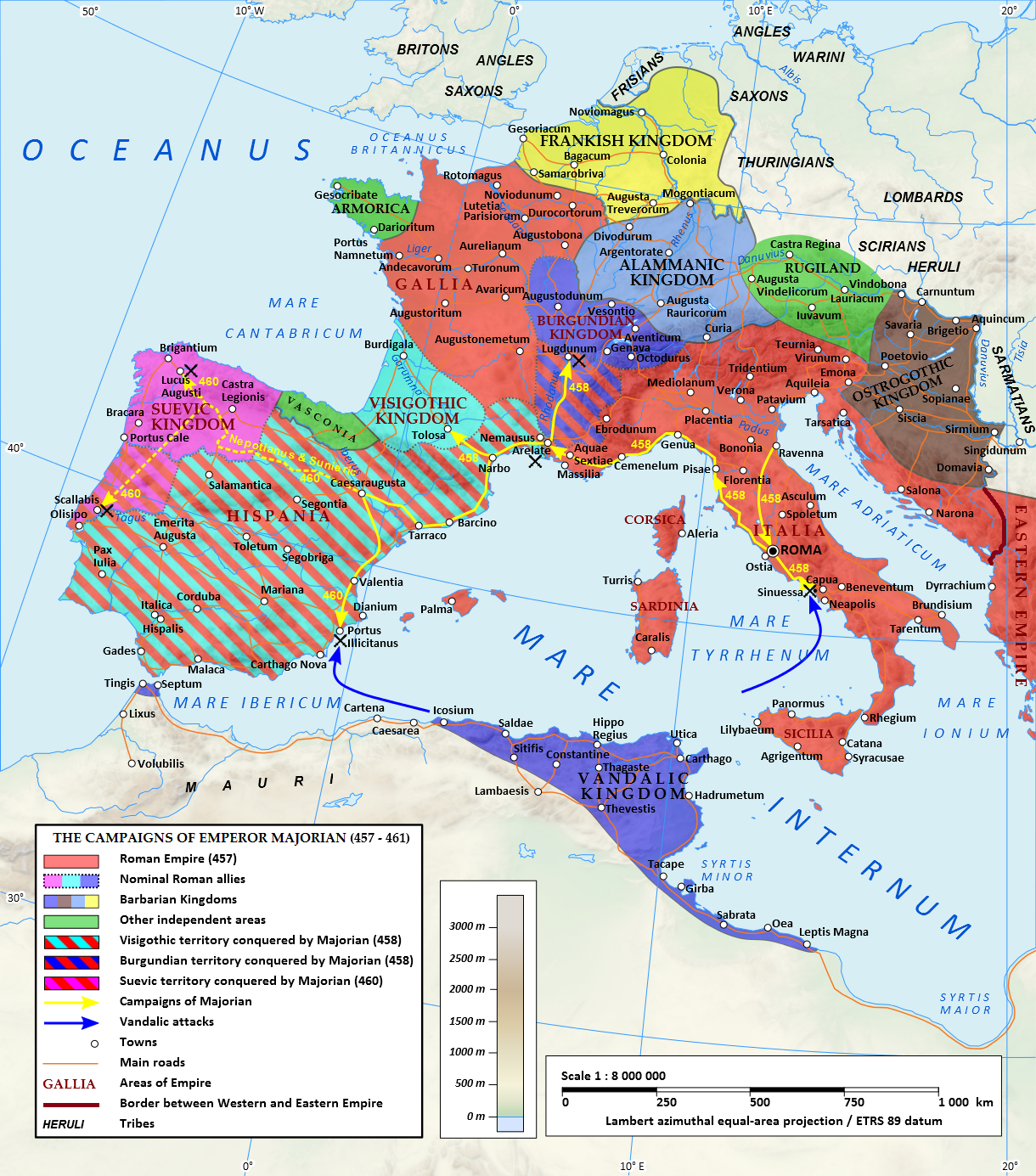
Regne dels ostrogots a la Pannònia

El primer poble germànic a assentar-se a la regió foren els ostrogots, que arribaren a Pannònia l'any 380. Els ostrogots esdevingueren aliats dels romans i obtingueren d'aquests el permís per a establir-se a la Pannònia per tal de defensar les seues fronteres. En el segle V, la zona fou conquerida pels huns, però, derrotats més tard, a la regió s'establiria un regne ostrogot independent. El territori de l'actual Burgenland formà part de l'italià regne d'Odoacre, però a finals del segle V el rei ostrogot Teodoric el Gran conquerí el regne i retornà el territori a l'administració ostrogoda de la Pannònia occidental.
En el segle VI, el territori fou inclòs en un altre estat germànic, el regne Longobard. No obstant això, els llombards van deixar la zona cap a la península itàlica, quedant sota el control dels Àvars. Breument al segle VII, la regió formà part de l'estat eslau de Samo, retornant poc després a mans dels àvars. Després de la derrota dels àvars a finals del segle VIII, l'àrea passà a formar part del regne Franc. Després de la batalla de Lechfeld de l'any 955, nous colons germans arribaren a la regió.
L'any 1043, Enric III del Sacre Imperi Romanogermànic i Samuel Aba d'Hongria signaren un tractat de pau. El 20 de setembre de 1058, n'Agnès d'Aquitània i Andreu I d'Hongria tingueren una trobada per a negociar les fronteres. L'actual Burgenland va romandre com a límit occidental del regne d'Hongria fins al segle XVI.
La majoria de la població era germànica, a excepció dels guàrdies fronterers de la marca hongaresa. Durant tota la edat mitjana, la immigració provinent de la veïna Àustria va continuar.
Ja a l'any 1440, el territori de l'actual Burgenland estava controlat pels Habsburgs d'Àustria, i l'any 1463, la part nord (amb el poble de Kőszeg) va esdevenir un pagament d'acord amb el tractat de pau de Wiener Neustadt.

## Administració i política

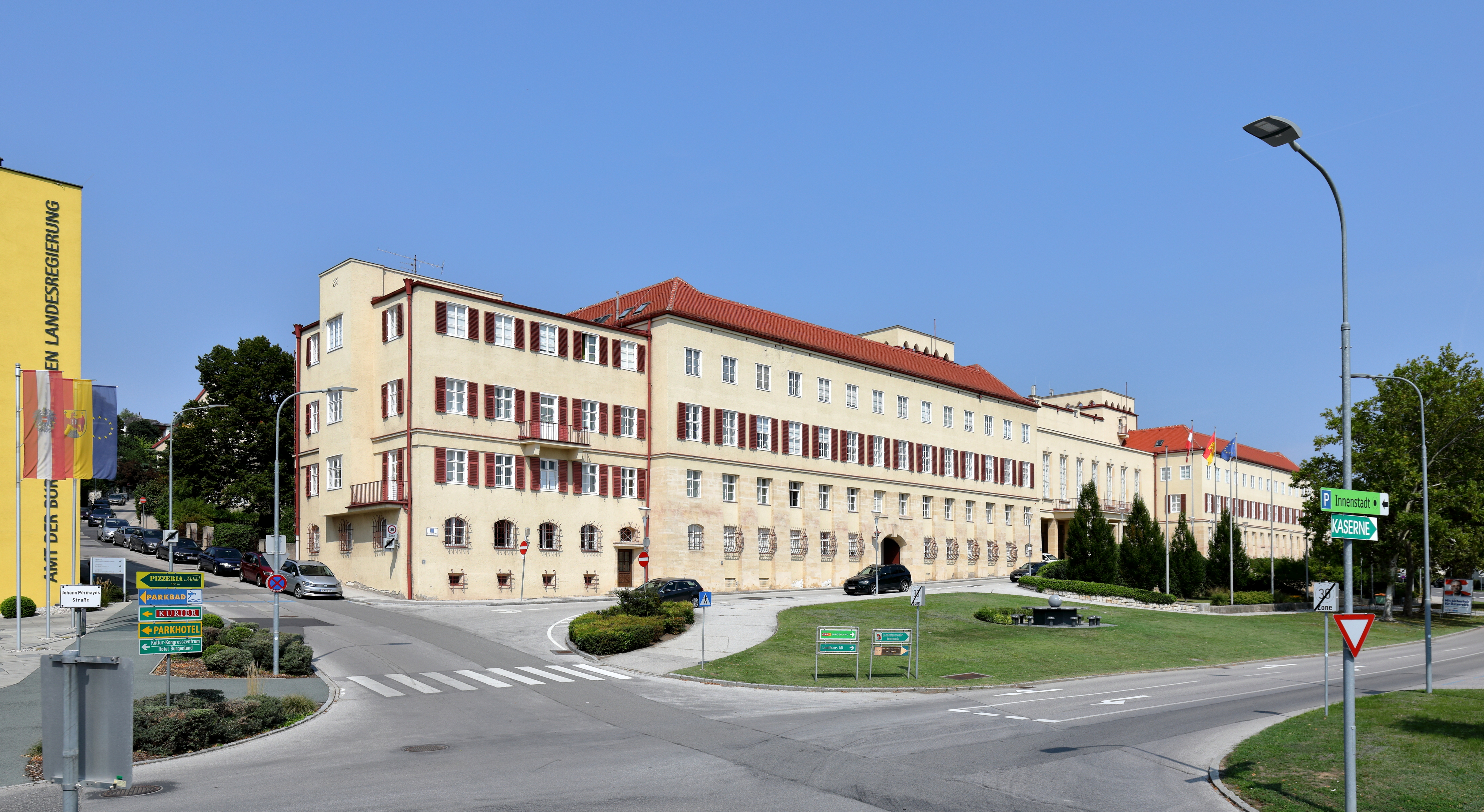
Antic edifici de la Dieta, Eisenstadt

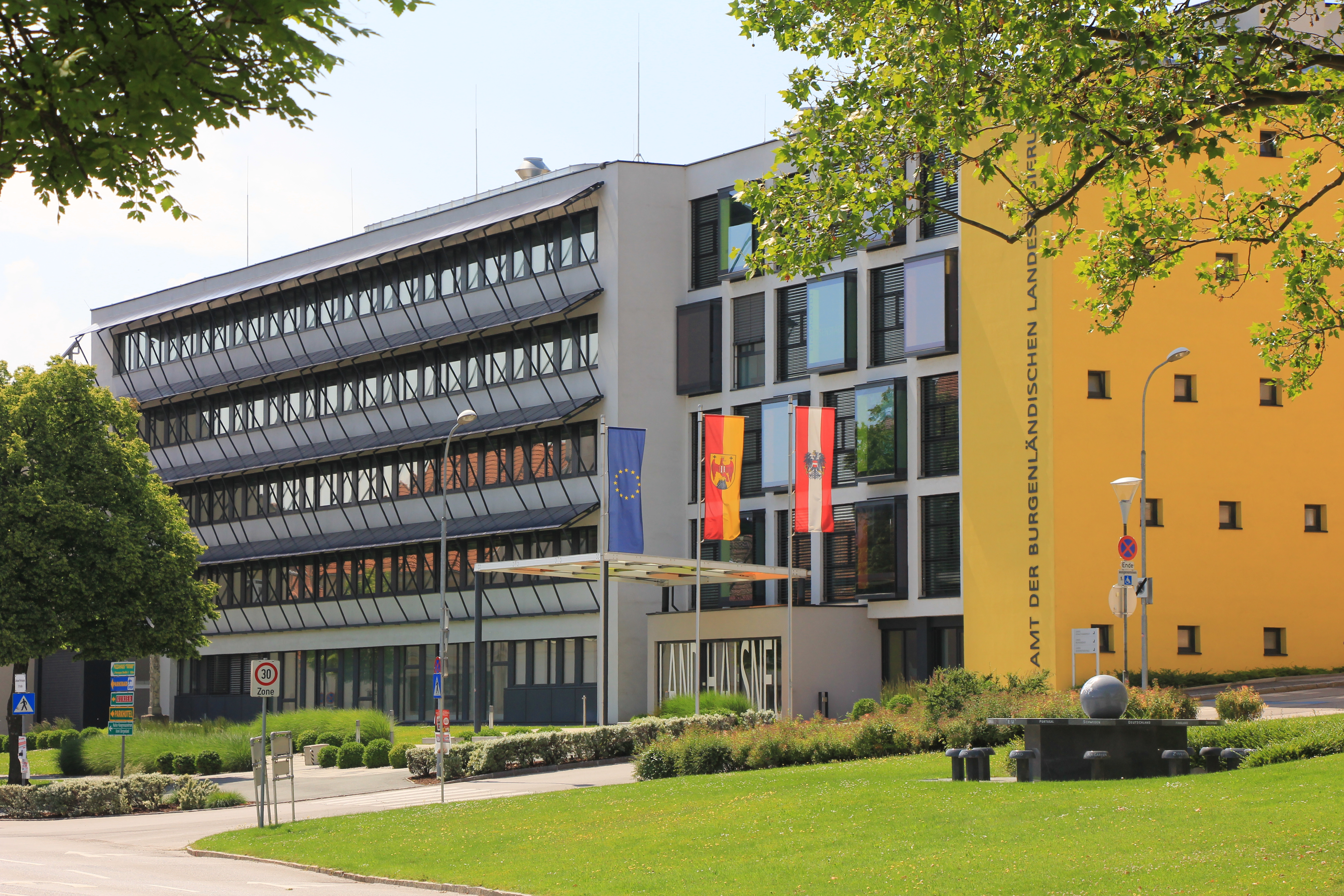
Nou edifici de la Dieta, a Eisenstadt

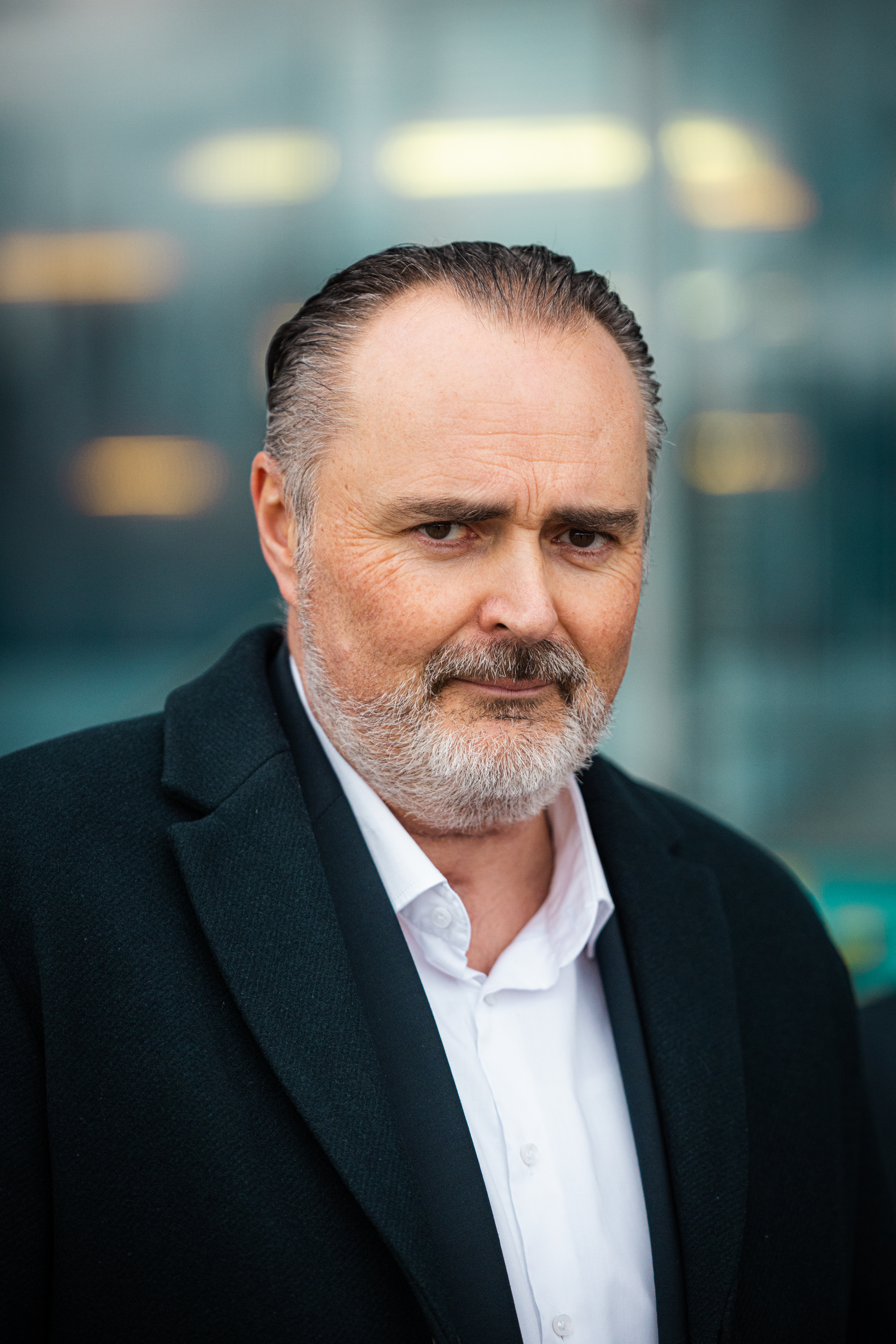
El governador Hans Peter Doskozil

### Dieta
| Dieta Estatal de Burgenland (2020-2025) | Dieta Estatal de Burgenland (2020-2025) | Dieta Estatal de Burgenland (2020-2025) | Dieta Estatal de Burgenland (2020-2025) |
| PR: Verena Dunst (PSA)                  | PR: Verena Dunst (PSA)                  | VP:                                     | VP:                                     |
| Grups polítics                          | Grups polítics                          | Grups polítics                          | Diputats                                |
| --------------------------------------- | --------------------------------------- | --------------------------------------- | --------------------------------------- |
|                                         | Partit Socialdemòcrata d'Àustria        | PSA                                     | 19 / 36                                 |
|                                         | Partit Popular d'Àustria                | PPA                                     | 11 / 36                                 |
|                                         | Partit de la Llibertat d'Àustria        | PLA                                     | 4 / 36                                  |
|                                         | Els Verds                               | EV                                      | 2 / 36                                  |

### Governadors
| # | Governador      | Inici | Fi   | Partit | Partit | #  | Governador       | Inici | Fi   | Partit | Partit |
| 1 | Robert Davy     | 1921  | 1922 |        | Ind    | 9  | Ludwig Leser     | 1945  | 1946 |        | PSA    |
| 2 | Alfred Rausnitz | 1922  | 1923 |        | Ind    | 10 | Lorenz Karall    | 1946  | 1956 |        | PPA    |
| 3 | Alfred Walheim  | 1923  | 1924 |        | PPA    | 11 | Johann Wagner    | 1956  | 1961 |        | PPA    |
| 4 | Josef Rauhofer  | 1924  | 1928 |        | PSC    | 12 | Josef Lentsch    | 1961  | 1964 |        | PPA    |
| 5 | Anton Schreiner | 1928  | 1929 |        | PSC    | 13 | Hans Bögl        | 1964  | 1966 |        | PSA    |
| 6 | Johann Thullner | 1929  | 1930 |        | PSC    | 14 | Theodor Kery     | 1966  | 1987 |        | PSA    |
| 5 | Anton Schreiner | 1930  | 1931 |        | PSC    | 15 | Johann Sipötz    | 1987  | 1991 |        | PSA    |
| 3 | Alfred Walheim  | 1931  | 1934 |        | LR     | 16 | Karl Stix        | 1991  | 2000 |        | PSA    |
| 7 | Hans Sylvester  | 1934  | 1938 |        | FP     | 17 | Hans Niessl      | 2000  | 2019 |        | PSA    |
| 8 | Tobias Portschy | 1938  | 1938 |        | PNS    | 18 | Hans P. Doskozil | 2019  |      |        | PSA    |